# Калепина
Калепина (лат. Calepina) — средиземноморский род травянистых растений семейства Капустные (Brassicaceae). Включает единственный вид — Калепина неравномерная (Calepina irregularis).

## Ботаническое описание

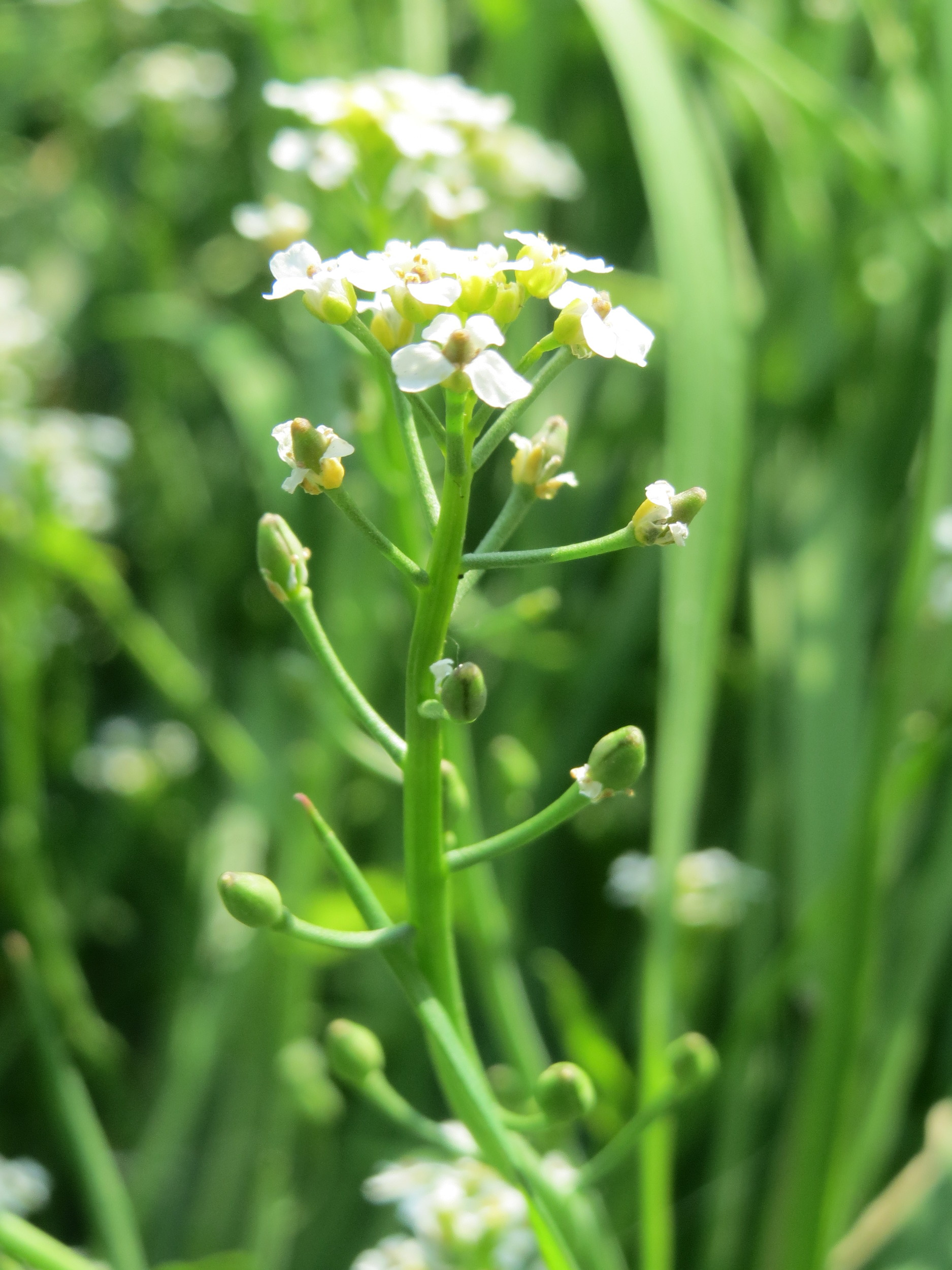
Цветки и стручочки

Однолетние голые травянистые растения. Стебель от основания ветвистый, 20—60 см высотой. Листья цельные, выемчато-зубчатые: нижние — лировидно-перистые или лировидно-перистораздельные, на длинных черешках, собраны в розетку; стеблевые — продолговатые или продолговато-ланцетные, сидячие, полустеблеобъемлющие, при основании стреловидные, с острыми ушками.
Цветки собраны в конечную кисть. Цветоножки при плодах дугообразно восходящие, 6—16 мм длиной. Чашелистики отстоящие, не мешковидные. Лепестки белые, обратнояйцевидные, 2,5—3 мм длиной. Тычинки простые, свободные: на внутренней стороне коротких — по одной чешуевидной, снаружи несколько вогнутой медовой желёзке; перед каждой парой длинных — по одной продолговатой медовой желёзке. Завязь сидячая, столбик очень короткий. Плоды — яйцевидные или обратно-грушевидные, кожистые, нераскрывающиеся, тупо-четырёхгранные, сетчато-нервные стручочки, 2,5—5 мм длиной, на верхушке суженные в короткий носик. Семя одно, висячее; зародыш со складчатыми семядолями.

## Синонимы вида
- Calepina cochlearioides (Pers.) Dumort.
- Calepina corvini (All.) Desv.
- Calepina ruellii Bubani
- Cheiranthus auriculatus (Lam.) Lapeyr.
- Cochlearia auriculata Lam.
- Cochlearia lyrata Sm.
- Crambe amplexicaulis Banks & Sol.
- Crambe bursifolia L'Hér. ex DC.
- Crambe corvini All.
- Crucifera corvini (All.) E.H.L.Krause
- Kernera auriculata (Lam.) Sweet
- Laelia cochlearioides Pers.
- Laelia corvini (All.) Samp.
- Laelia iberioides Pers.
- Laelia irregularis (Asso) Samp.
- Myagrum bursifolium Thuill.
- Myagrum erucifolium Vill.
- Myagrum erucoides Pourr. ex Willk. & Lange
- Myagrum iberioides Brot.
- Myagrum irregulare Assobasionym
- Rapistrum bursifolium Bergeret